# Paraseiulus insignis
Paraseiulus insignis är en spindeldjursart som beskrevs av Kolodochka 1983. Paraseiulus insignis ingår i släktet Paraseiulus och familjen Phytoseiidae. Inga underarter finns listade i Catalogue of Life.